# 우편박물관 (파리)

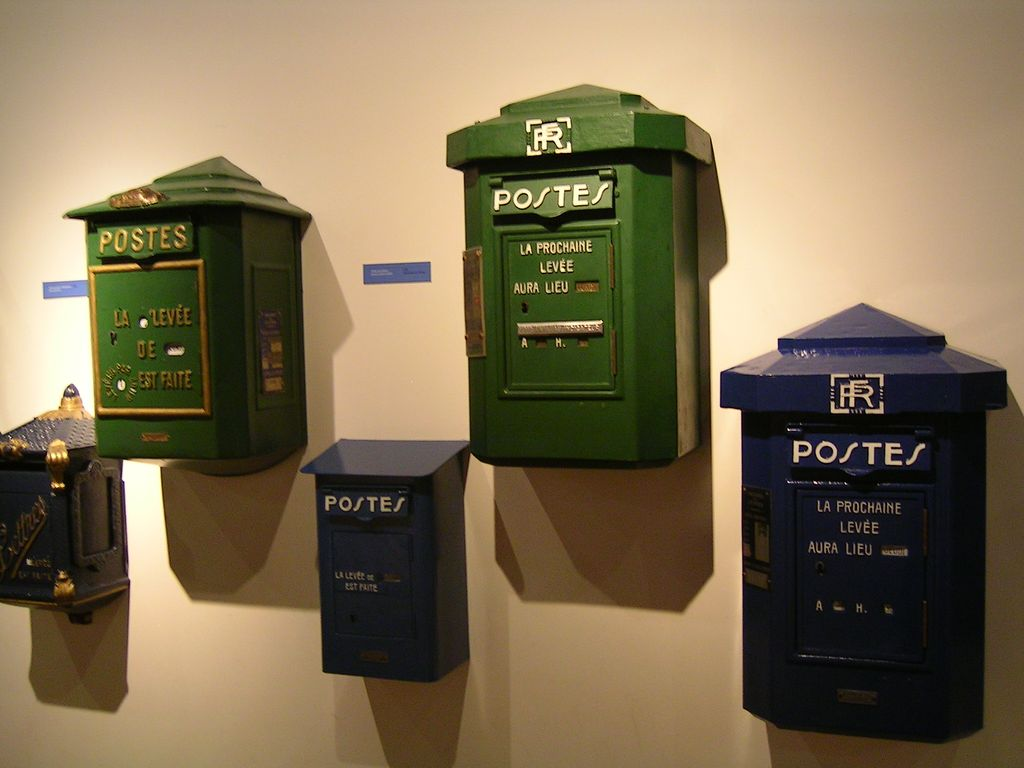
우편박물관에 전시된 우체통들의 모습

우편박물관(프랑스어: Musée de La Poste)은 프랑스 파리에 위치한 우편박물관이다. 프랑스의 우편 서비스 기업인 라 포스트에서 운영한다.

## 역사
프랑스 파리에서 열린 1889년 만국 박람회에서 우편 운송을 위한 철도 차량 모형이 전시된 이후에 프랑스의 우표 수집가인 아르튀르 모리가 우편박물관과 관련된 아이디어를 처음 제시했다. 20세기 초반에도 우편박물관 건립 프로젝트들이 등장했지만 구체적인 것은 아무것도 행해지지 않았다.
1936년에는 프랑스 우편 도서관 소속 공무원인 외젠 베예가 프랑스 우편전신전화부 장관을 역임한 조르주 망들에게 이러한 프로젝트를 다시 시작하도록 설득했다. 1937년에는 슈아죌-프라슬랭 호텔의 설립이 검토되었다. 1930년대의 경제 위기와 제2차 세계 대전으로 인해 실질적인 개방은 불가능했지만 1939년 7월 6일에 부가금우표가 발행되었고 1943년에는 베예를 위원장으로 하는 통치 위원회가 설립되었다. 1946년에는 전쟁이 끝난 이후에 진행된 재정과 우편물 보관소의 재고 조사를 통해 베예의 취임이 허용되었다.
1946년 6월 4일에는 파리 6구에 위치한 슈아죌-프라슬랭 호텔에서 우편박물관이 개관하였다. 1번째 컬렉션은 600평방미터에 전시되었고 우표가 주요 부분을 차지했다. 1947년에는 박물관의 운영을 돕기 위해 우편박물관협회(Societé desamis du Musée de La Poste)가 설립되었다.
슈아죌-프라슬랭 호텔은 규모가 크지 않아서 1,500m2 규모의 신축 건물로 교체됐다. 이 건물은 1969년에서 1972년 사이에 지어졌으며 앙드레 샤틀랭이 설계한 전면 벽으로 장식되었다. 건물은 파리 15구에 있는 몽파르나스역 근처에 있다. 1973년 12월 18일에 개관식이 거행되었다. 2014년부터 2019년까지는 재건축 차원에서 임시 폐쇄되었다.

## 수집 및 활동
상설 전시장에서는 우편물, 우편물 운반, 우체부가 하는 일, 우취와 관련된 물품들을 전시한다. 1999년에는 프랑스에서 발행된 3,500개의 우표를 연대순으로 전시할 수 있는 방이 만들어졌다. 박물관 1층에서는 같은 주제에 대한 임시 전시회가 정기적으로 열린다.
상위 사무실에는 우취 도서관이 있으며 일부는 우취 아카데미의 대출을 통해 구성되어 있다. 입구에는 우취 계산대가 우체국 역할을 하며 임시 전시회에서 영감을 받은 소인이 있다.